# 95 Ха-Го
95 „Ha-Go“ (в превод: трети модел) е японски лек танк, използван от Японската имперска армия по време на Втората световна война.

## История
През 1933 г. започва разработката на нов лек танк. Изискванията на военните към новата машина са да може да води бой съвместно с пехотата, кавалерията и със средни танкове, като при това има висока скорост. След около година компанията „Мицубиши“ създава първият прототип. Изпитанията на новата машина са проведени през лятото на 1934 г. Машината е одобрена и приета на въоръжение, като получава обозначението „95“ („2595“). Танкът получава няколко различни обозначения – „Ха-Го“, „Ке-Го“ (в превод: лек танк) и „Мицубиши 95“.
Въпреки че танкът е приет на въоръжение, в периода 1935 – 1938 г. са пускани само малки серии. Масовото производство започва през 1938 г. в заводите на „Мицубиши“. Танкът е произвеждан и от други японски компаниия – „Ниигата“, „Кобе Сейкошо“, „Дова Дзидоша“ и „Кокура“.
Лекият танк 95 „Ха-Го“ е най-масово произвежданият японски танк. До 1943 г. са произведени 1161 машини.

## Техническо описание
Лекият танк „Ха-Го“ има компоновка традиционна за немското танкостроение – двигателят е разположен в кърмата на корпуса, трансмисията в предната му част, а отделението за управление и бойното отделение са обединени в едно.
Корпусът на машината е направен от отделни бронелистове, скрепени чрез нитоване. Обемът на бойното отделение е увеличен за сметка на нишите над веригите. Люкът на механик-водача е снабден с прорез за наблюдение. Подобни прорези са изрязани и встрани от него. По бордовете на корпуса са изрязани отвори за стрелба с личното оръжие, които се закриват със специални бронирани капаци. Отвътре бойното отделение е тапицирано с азбестова вата за защита от броневите осколки и удари в корпуса.
Куполата е цилиндрична, едноместна. Направена е от отделни бронелистове скрепени по между си чрез нитоване. Задната част на куполата се спуска полегато надолу до корпуса, като по този начин прикрива вентилационните отверстия. В тавана ѝ е монтиран кръгъл двустранен люк, а от двете ѝ страни са изрязани отвори за стрелба с личното оръжие. Отворите за закриват със специални бронирани капаци.
Мястото на механик-водача е разположено отдясно, а на стрелеца вляво. Мястото на командира на танка е в куполата.
Въоръжението се състои от 37 мм оръдие „94“, с дължина на тялото 37 калибър. Оръдието е монтирано в маска, която позволява движението му във вертикалната и хоризонталната плоскост. В маската на оръдието от дясно е монтирана сдвоена с него 6,5 мм картечница „91“. Втората 6,5 мм картечница „91“ е монтирана в едва издаваща се напред купола, която се намира в лявата част на корпуса, под куполата.
През 1938 г. танкът е превъоръжен с 37 мм оръдие „97“ и 7,7 мм картечница „97“.
Двутактовият дизелов двигател е монтиран в кърмата на корпуса по протежение на десния борд. Вляво от него са монтирани горивните и маслените резервоари. Двигателното движение се предава на трансмисията в носа на корпуса посредством карданен вал, минаващ по надлъжната ос на корпуса. Изпускателниата тръба на двигателя е снабдена със заглушител и е монтирана в десния борд. Достъпът до двигателя се осъществява през люк в десния борд. На него са монтирани жалюзи за охлаждане. За обслужването на бордовите фрикциони и предавки в предната част на корпуса (челният бронелист) са монтирани два малки люка.
Танкът е снабден с вътрешна система за връзка, състояща се от разговорна тръба. Външната връзка се осъществява с помощта на флагчета.

## Бойно използване
През 1935 г. лекият танк 95 „Ха-Го“ участва в учения, в района на Голям Хинган, Манчжурия. За първи път танкът участва в боевете срещу китайската армия. През лятото на 1939 г. участва в сраженията със съветските войски пр Халхин Гол.
Участието в бойни действия показва някои слабости на машината – слаба бронезащита, голямо мъртво пространство при стрелба, малко наблюдателно поле.